# Allmän strandlöpare
Allmän strandlöpare (Bembidion bruxellense) är en skalbaggsart som beskrevs av Wesmael. Allmän strandlöpare ingår i släktet Bembidion och familjen jordlöpare. Arten är reproducerande i Sverige. Inga underarter finns listade i Catalogue of Life.